# 탐지
탐지(detection), 감지, 검파는 일반적으로 보낸 사람의 특별한 협조 없이 정보에 액세스하는 작업이다.
무선 통신의 역사에서 "검파기"(detector)라는 용어는 모든 통신이 모스 부호로 이루어졌기 때문에 단순히 무선 신호의 유무를 감지하는 장치에 처음 사용되었다. 이 용어는 존재하는 모든 전자기파에서 특정 신호를 추출하는 구성 요소를 설명하기 위해 오늘날에도 여전히 사용되고 있다. 탐지는 일반적으로 라디오 방송의 친숙한 주파수에서와 같이 반송파 신호의 주파수를 기반으로 하지만 전파 천문학에서처럼 잡음으로 인해 희미한 신호를 필터링하거나 스테가노그래피에서처럼 숨겨진 신호를 재구성하는 작업도 포함될 수 있다.
광전자 공학에서 "검출"은 수신된 광학 입력을 전기 출력으로 변환하는 것을 의미한다. 예를 들어, 광섬유를 통해 수신된 광 신호는 포토다이오드와 같은 검출기에서 전기 신호로 변환된다.
스테가노그래피에서는 의심되는 운반 물질에서 숨겨진 신호를 탐지하려는 시도를 심층암호분석(steganalysis)라고 한다. 심층암호분석은 숨겨진 메시지가 존재할 확률만 결정할 수 있다는 점에서 대부분의 다른 탐지 유형과 흥미로운 차이점이 있다. 이는 단순히 암호화된 신호 감지와는 대조적이다. 암호문은 해독할 수 없더라도 확실하게 식별할 수 있는 경우가 많다.
군대에서 탐지란 특정 위치나 분위기에서 물체의 존재를 인식하는 것을 목표로 하는 정찰의 특별한 규율을 의미한다.
마지막으로, 단서 추적이라는 탐지 기술은 특정 상황에서 관련 정보를 식별하여 일련의 사건을 재구성하려고 시도하는 형사의 작업이다.

## 같이 보기
- 객체 탐지
- 탐지 이론